# Lissoclinum badium
Lissoclinum badium är en sjöpungsart som beskrevs av Monniot 1996. Lissoclinum badium ingår i släktet Lissoclinum och familjen Didemnidae. Inga underarter finns listade i Catalogue of Life.